# Anne-Marie Corbin
 Anne-Marie Corbin (auch Anne-Marie Corbin-Schuffels; * 1950) ist eine französische Germanistin und emeritierte Professorin an der Universität Rouen.

## Leben
Anne-Marie Corbin wurde 1994 bei Gerald Stieg an der Universität Paris III (Sorbonne Nouvelle) mit einer Arbeit über Manès Sperber promoviert. Ebendort habilitierte sie sich 1999. Ab 2000 lehrte sie als Professorin in der germanistischen Abteilung der Université du Maine in Le Mans. Später wechselte sie an die Université de Rouen.
Sie forscht und veröffentlicht zu den Themen deutsche und österreichische Intellektuelle, ihr Exil während der Nazizeit in den USA sowie ihre Rückkehr in die jeweiligen Heimatländer nach 1945; deutsche und österreichische Musik; DDR, Kalter Krieg und deutsche Wiedervereinigung; und Anti-Atomkraft-Bewegung in Deutschland.

## Schriften
- Manès Sperber: Un combat contre la tyrannie (1934-1960). Lang, Bern [u. a.] 1996. ISBN 3-906754-39-1.
- La force de la parole. Les intellectuels face à la RDA et à l'unification allemande, 1945-1990. Presses Univ. du Septentrion, Paris 1998. ISBN 2-85939-571-7.
- Mit Jacques Le Rider und Wolfgang Müller-Funk: Der Wille zur Hoffnung. Manès Sperber – Ein Intellektueller im europäischen Kontext. Wien 2013. ISBN 978-3-85449-390-7.